# Brigitte Haar
Brigitte Haar  (* 1. Februar 1965 in Lüneburg; † 27. März 2019 in Frankfurt am Main) war eine deutsche Rechtswissenschaftlerin. Sie lehrte ab 2004 als Universitätsprofessorin für Bürgerliches Recht, deutsches, europäisches und internationales Wirtschaftsrecht, Law and Finance sowie Rechtsvergleichung an der Universität Frankfurt am Main und war 2015 bis 2018 Vizepräsidentin für Internationalisierung dieser Universität.

## Leben
Brigitte Haar studierte Rechtswissenschaft an den Universitäten Passau und Genf (1985–1990) sowie an der University of Chicago (LL.M., 1991/1992). Haar wurde nach Abschluss des Ersten Juristischen Staatsexamens 1995 von der Universität Hamburg zum Doktor der Rechtswissenschaft promoviert. Für ihre Dissertation mit dem Titel „Marktöffnung in der Telekommunikation: Zum Verhältnis zwischen Wirtschaftsaufsicht und Normen gegen Wettbewerbsbeschränkungen im US-amerikanischen Recht, im europäischen Gemeinschaftsrecht und im deutschen Recht“ wurde Haar 1996 die Otto-Hahn-Medaille der Max-Planck-Gesellschaft verliehen. Vor und während ihres Rechtsreferendariats am Hanseatischen Oberlandesgericht (1992–1996) war Haar zunächst als wissenschaftliche Mitarbeiterin am Max-Planck-Institut für ausländisches und internationales Privatrecht beschäftigt (1990–1994).
Nach Abschluss des Zweiten Juristischen Staatsexamens 1996 folgte ein einjähriger Aufenthalt an der Yale Law School/USA mit einem Otto-Hahn-Stipendium der Max-Planck-Gesellschaft als Visiting Scholar. Zudem war Haar von 1996 bis 2001 wissenschaftliche Referentin am Max-Planck-Institut für ausländisches und internationales Privatrecht in Hamburg sowie anschließend mit einem Habilitandenstipendium der DFG als Postdoktorandin am Max-Planck-Institut für ausländisches und internationales Privatrecht tätig (2002/2003). 2003 vertrat sie einen Lehrstuhl an der Juristischen Fakultät der Martin-Luther-Universität Halle. 2004 habilitierte sich Haar in Hamburg mit der Schrift „Die Personengesellschaft im Konzern: Privatautonomie zwischen Vertrag und Organisation“ und erhielt die venia legendi für Bürgerliches Recht, deutsches, europäisches und internationales Handels-, Gesellschafts- und Wirtschaftsrecht sowie Rechtsvergleichung.
Ab 2004 war sie Universitätsprofessorin für Bürgerliches Recht, deutsches, europäisches und internationales Wirtschaftsrecht, Law and Finance sowie Rechtsvergleichung an der Universität Frankfurt am Main. 2012 nahm sie als Bok Visiting International Professor eine Gastprofessur an der University of Pennsylvania Law School wahr, 2014 war sie International Visiting Professor an der Columbia Law School.
Ab 2013 war Haar Mitglied im Verwaltungsrat der Bundesanstalt für Finanzdienstleistungsaufsicht sowie Mitglied in deren Verbraucherbeirat.
Brigitte Haar starb im März 2019 nach langer Krankheit.

## Schriften (Auswahl)
- Marktöffnung in der Telekommunikation, Zum Verhältnis zwischen Wirtschaftsaufsicht und Normen gegen Wettbewerbsbeschränkungen im US-amerikanischen Recht, im europäischen Gemeinschaftsrecht und im deutschen Recht, Baden-Baden 1995, 375 S.
- Die Personengesellschaft im Konzern; Privatautonomie zwischen Vertrag und Organisation, Mohr Siebeck Verlag, Tübingen 2006, 615 S.
- Law and Finance – Kapitalmarktentwicklung in interdisziplinärer Perspektive. JZ 2008, S. 964–974.
- Nachhaltige Ratingqualität durch Gewinnabschöpfung? – Zur Regulierung und ihrer Implementierung im Ratingsektor. ZBB 2009, S. 177 ff.
- Anlegerschutz in geschlossenen Fonds – Kapitalmarkteffizienz, Behavioral Finance und Anlegerkoordination als Bausteine eines neuen Regulierungsparadigmas. In: Grundmann/Haar/Mülbert/Merkt/Wellenhofer (Hrsg.): Unternehmen – Markt – Verantwortung, Festschrift für Klaus J. Hopt. Berlin 2010, S. 1865–1891.
- Executive Compensation under German Corporate Law: Reasonableness, Managerial Incentives and Sustainability in order to Enhance Optimal Contracting and to Limit Managerial Power. in: Thomas/Hill (Hrsg.): International Research Handbook on Executive Pay. Edward Elgar, Cheltenham 2012, S. 486–505.
- Normanerkennung, -befolgung und Economic Behavior; Eine Studie zu Verbindlichkeitsstrukturen im Wirtschaftsrecht am Beispiel der Corporate Governance. ARSP 2014, 219–242.
- Organizing Regional Systems: The EU Example, in Ferran/Moloney/Payne (Hrsg.), The Oxford Handbook of Financial Regulation, Oxford University Press 2015, p. 157–187.